# フロジノーネ
フロジノーネ（伊: Frosinone ( 音声ファイル)）は、イタリア共和国ラツィオ州南東部の都市で、人口約43,000人の基礎自治体（コムーネ）。
フロジノーネ県の県都である。ローマの東南東約75kmに位置する都市で、ヴァッレ・ラティーナ地方の中心都市である。

## 地理

### 位置・広がり
フロジノーネ県の中央部に位置する。フロジノーネは、ラティーナから東北東へ41km、ローマから東南東へ76km、ナポリから北西へ117kmの距離にある。
フロジノーネ県は、ヴァッレ・ラティーナと呼ばれていた。歴史的にフロジノーネ県の一部は、テッラ・ディ・ラヴォーロ（Terra di Lavoro、カンパーニアの古い行政区分）に含まれていたが、ファシスト政権時にラツィオ州に編入された。

#### 隣接コムーネ
隣接するコムーネは以下の通り。
- アラトリ
- アルナーラ
- チェッカーノ
- フェレンティーノ
- パトリカ
- スピーノ
- トッリチェ
- ヴェーロリ

### 気候分類・地震分類
フロジノーネにおけるイタリアの気候分類 (it) および度日は、zona E, 2196 GGである。
また、イタリアの地震リスク階級 (it) では、zona 2B (sismicità media) に分類される。

## 行政

### 分離集落
フロジノーネには、以下の分離集落（フラツィオーネ）がある。
- Capo Barile Nicolia, Cerreto, Colle Cannuccio, Colle Cottorino, Colle Martuccio, Fontana Grande, Impratessa, La Cervona, La Pescara, Le Pignatelle, Le Rase, Madonna della Neve, Le Noci, Pratillo, San Liberatore, Selva dei Muli, Stazione, Valle Contessa, Vetiche I

## 姉妹都市
- エルムウッド・パーク（英語版）、アメリカ合衆国
- Tecumseh、カナダオンタリオ州
- ノチェーラ・ウンブラ、イタリア
- ポンツァ、イタリア

## スポーツ
サッカークラブチームフロジノーネ・カルチョの本拠地である。